# 水嶋あい
水嶋 あい（みずしま あい、1988年9月27日 - ）は、日本の元AV女優・ストリッパーで現在はAV女優専門のヘアメイクスタッフ。ファイブプロモーション所属。
出身地:東京都。血液型:A型。身長:155cm。スリーサイズ:B85(D)・W58・H83cm。趣味:映画鑑賞。

## 略歴・人物
2009年にデビューしたロリ系のAV女優で、作品により「水嶋アイ」とも表記される。また「桜井まゆ」「白石あい」「宮沢みき」の名前でイメージビデオにも出演している。
2010年11月11日に新宿ニューアートにてストリップデビュー（ロック座所属）。
2012年9月14日に、「水嶋あい」から「杏紅茶々（あんくちゃちゃ）」に改名した事をtwitterで発表
2014年1月4日、自身のブログにて再び「水嶋あい」として活動する事を宣言する。11月28日、自身のブログで、2015年3月一杯でAV女優から引退する事を宣言する。
その後は引退前から勉強していたメイク技術を活かし、AV女優を対象としたヘアメイクの仕事をしている。

## 出演作品

### アダルトビデオ
2009年
- 性教育放送局 （11月5日、SODクリエイト）オムニバス作品
- 「ザーメン ドラッグ」 1 （12月26日（レンタル） / 2009年1月22日（セル）、クリスタル映像）オムニバス作品

2010年
- 聖水顔騎 2 （1月22日、V&Rプロダクツ）オムニバス作品
- 修学旅行生 2「まいこ」(1月7日、SODクリエイト)
- SUPER☆LADY （3月12日、GIGA）
- JK・女子校生の放課後 女子校生のディルドでおもいっきりオナニー見せてもらいました!! （4月2日、映天）オムニバス作品
- M性感 射精直後の亀頭責め 4 （4月5日、ジャネス）オムニバス作品
- バレないように彼女の親友とこっそりヤル! （4月6日、アキノリ）オムニバス作品
- エロカワ娘の腰ふり騎乗位 （4月13日、アロマ企画）オムニバス作品
- 働く女性に無理言ってセンズリ見てもらいました!! （4月16日、メディアバンク）オムニバス作品
- ある4人の生態採集 沈黙する雌たち （4月16日、大洋図書）オムニバス作品
- 潮満載 Gスポットオーガズム。 超大量絶頂潮吹きの記録。 （4月16日、セックスエージェント）オムニバス作品
- オールスター顔射祭+ （4月16日、銀次郎）オムニバス作品
- グラマー仮面参上! 〜暴かれた仮面・艶肢体の果て〜 （4月23日、GIGA）
- JK・女子校生の放課後 メコスジくいこみ染みパンコレクション （5月1日、イーエックス）オムニバス作品
- JK・女子校生の放課後 まんぐりオナニー （5月1日、イーエックス）オムニバス作品
- 恥じらいのあしのうら （5月5日、フリーダム）オムニバス作品
- 新人声優の人には言えない下積み時代の恥辱オーディション （5月13日、イフリート）
- 羞恥ヒロイン シルヴァーナ編 （5月28日、GIGA）
- いつでもどこでもフェラチオ （5月28日、H2 PROJECT）オムニバス作品
- フィストファック×大量浣腸 2穴同時破壊 （6月1日、CORE）
- 働くオンナ斬り 5 〜高学歴美人OLをハメ殺せ!〜 水道橋 美人OL編 （6月2日、プレステージ）オムニバス作品
- 肉感ヒロイン 煌星戦隊ファイレンジャー編 （6月11日、GIGA）
- 快楽レズエステ 10 （6月24日、アキノリ）オムニバス作品
- ロリータパイパンオナニー （7月2日、虎堂）オムニバス作品
- 友達の妹 〜淫欲娘のやわ肌〜 （7月5日、スティルワークス）オムニバス作品
- NGプレイをやってみた （7月9日、KUKI）
- 夏が似合わない腹の出たオヤジの俺が海の家でバイトしたら、一生縁のないようなカワイイ女子校生のバイト達にマジメな自分は新鮮らしく、生まれて初めてヤリチンになれた! （8月5日、Hunter）
- 性感アナルレズエステ （8月6日、虎堂）オムニバス作品
- 小便虐め 其之四 （8月20日、深海）オムニバス作品
- ゴルフ練習場で激ミニスカートの奥はまさかのノーパン!? 挑発的マンチラでフルスイングするゴルフ娘は即ヤリ発情モード! （8月24日、Hunter）オムニバス作品
- ディルドにまたがる女子校生 5 （8月25日、アロマ企画）オムニバス作品
- 禁断の性行為 父と娘のただれたエロ話し （8月25日、Fプロジェクト）オムニバス作品
- 絶倫義父とハマり狂う 色ぽい嫁/可愛い娘 （8月25日、Fプロジェクト）オムニバス作品
- 早漏おま●こ （9月3日、OFFICE K'S）オムニバス作品
- ロリータ水泳部の夏合宿 （9月9日、アイエナジー）
- 書道全裸ガールズ 2 （9月20日、レイディックス）オムニバス作品
- 掃除機【バキューム】オナニーの虜 （9月20日、プールクラブ・エンタテインメント）オムニバス作品
- 百合といちぢく （9月24日、三和出版）
- ロリまんメコスジ通信 Vol.01 （10月1日、OFFICE K'S）オムニバス作品
- ヒロイン拷問ファック グラマー仮面編 （10月7日、ゼウス）
- 普通のオッサンのオレでも地方のショッピングモールで東京から撮影にきたカメラマンと嘘をついて声を掛けたら、都会に憧れている田舎のカワイイ素人がホイホイついて来て、カメラマンっぽくお世辞連発でおだてまくったら、意外と簡単に脱いだので、ヌードどころかハメ写真も撮れた! （10月7日、Hunter）オムニバス作品
- 幼獄 15 ロリコン糞野郎のエステシャン変装強姦 （10月8日、First Star）
- 見て!さわって!ヤレる! わんぱくジャングルツアーズ （11月4日、ATOM）
- ペニバン美人教師 3 〜アナル童貞男子生徒の教育指導〜 （11月5日、未来 フューチャー）オムニバス作品
- アナル前立腺を責められながら手コキされるM男 （11月5日、未来・フューチャー）オムニバス作品
- 嬲棄山 少女監禁レイプ 捕われた少女 3 （11月5日、マッド）
- おまんこ汁顔騎 2 （11月5日、OFFICE K'S）オムニバス作品
- 貴方に語りかけるオナニー 2 （11月5日、OFFICE K'S）オムニバス作品
- 女子●生投稿オマ○コ びちょびちょ 制服自画撮りオナニー 20人 DX 2 （11月17日、ロータス）オムニバス作品
- 虐待ちんぽ （11月19日、深海）オムニバス作品
- 2人の制服中●生 仲良し少女2人のパイパンわれめに生中出し （11月19日、ワレメ）
- クリ勃起クリニック 〜不感症と偽り、マ○コを弄ってもらいにクリニックに通う欲求不満な女たちのM字大開脚〜 （11月19日、FETISH BOX）オムニバス作品
- 誰も来るはずのない一人きりの残業中に （11月19日、無言）オムニバス作品
- 街行く女性のスカートの中をじっと見ていたら（11月19日、無言）オムニバス作品
- 性犯罪特捜ユニット PANIC the SPY Woman -ZERO- エピソード03 女スパイ女体クラゲ地獄 電流フィスト最終処刑!! （11月20日、ベイビーエンターテイメント）
- JKくノ一封魔忍 結花 （11月26日、GIGA）
- 聖☆おま♥こ女学園 VOL.02 （12月3日、虎堂）
- 美脚フェチ倶楽部 Vol.2 （12月3日、OFFICE K'S）オムニバス作品
- 女子校生の甘くて濃密な接吻生活 （12月3日、OFFICE K'S）オムニバス作品
- 女子校生のブルマと太もも 〜ムッチリ下半身に埋もれた男達〜 （12月5日、フリーダム）オムニバス作品
- 濃縮100% 素人糞 （12月17日、V&Rプロダクツ）オムニバス作品
- 極太アナルディルドオナニー （12月17日、OFFICE K'S）オムニバス作品
- 超ネ申星★アイドルオーディション （12月23日、アイエナジー）※「安倍ひかり」名義
- 一級浣腸メイド育成講座 （12月24日、三和出版）

2011年
- 幼獄 30 小学生の自画撮り 浣腸糞尿オナニー （1月7日、First Star）オムニバス作品
- 幼獄 31 肉親ロリータ 投稿キング （1月7日、First Star）オムニバス作品
- 女体いたぶりサンドバック 01 （1月13日、GIGA）オムニバス作品
- グラマー仮面参上! グラマラス姉妹を捜せ! （1月14日、GIGA）
- 裏 超ネ申星★アイドルオーディション （1月20日、アイエナジー）※「安倍ひかり」名義
- 超ネ申星★アイドル 02 チームLOVEエナジ→のハイスクール・ノーパン組 （1月20日、アイエナジー）※「安倍ひかり」名義
- おやじの憧れと青春! ああ〜、麗しの三つ折りソックス女学生 （1月25日、Fプロフジェクト）オムニバス作品
- SOD PRESENTS あなたが選ぶディープキスグランプリ 寝ても覚めてもキスが大好きな女の子10名が集い熱い応酬合戦! （2月5日、SODクリエイト）
- 超ネ申星★アイドル 03 チームLOVEエナジ→にムチャブリ指令!活動費用は自分で稼げatメイドカフェ （2月19日、アイエナジー）※「安倍ひかり」名義
- MY FAVORITE WITH パンティーストッキング 13 （2月25日、エッチアールシー）オムニバス作品
- 女学生レズビアン 夏紀と晴美/美紀と真紀 （2月25日、Fプロジェクト）オムニバス作品
- Piledrive Me （3月2日、Oriental Dream）オムニバス作品 ※「Shinobu Aoshima」名義、無修正作品
- 女子校生ぬる×2 おま●こオナニー VOL.9 （3月4日、虎堂）オムニバス作品
- アナル舐め 2 女子校生のアニリングス （3月4日、OFFICE K'S）オムニバス作品
- 味わいスローフェラ （3月4日、OFFICE K'S）オムニバス作品
- よい子のビンタ （3月18日、OFFICE K'S）オムニバス作品
- 超ネ申星★アイドル 04 チームLOVEエナジ→の冠番組頂いちゃいました （3月19日、アイエナジー）※「安倍ひかり」名義
- LO♥E タイツ DEEP （3月25日、エッチアールシー）オムニバス作品
- 美尻ディルドオナニー Vol.2 （4月1日、OFFICE K'S）オムニバス作品
- Clitoris★Climax 3 （4月6日、Oriental Dream）オムニバス作品 ※「Shinobu Aoshima」名義、無修正作品
- 自分の成長に気付いていない ノーブラミニスカ○○生 3 （4月7日、アイエナジー）オムニバス作品
- 仮面セイバー&ビーグル抹殺計画 （4月8日、GIGA）
- たっぷり淫語でイカせてくれる痴女ダンス 2 （4月11日、アイリング）オムニバス作品
- ロリータアナルディルドオナニー （4月15日、OFFICE K'S）オムニバス作品
- RADIX48 2ndシーズン 恥ずかしいおしっこ 480分 美少女48人の聖水 （4月20日、レイディックス）オムニバス作品
- ワキ臭大量ザーメン 2 （4月20日、レイディックス）オムニバス作品
- 超ネ申星★アイドル 05 チームLOVEエナジ→の『私を“ヘビーローテーション”シテください!』 （4月21日、アイエナジー）※「安倍ひかり」名義
- 本物の介護ボランティア○学生 （4月21日、V&Rプロダクツ）オムニバス作品
- 旦那の知らぬ間に… 義父に寝取られてしまうロリータ若妻たち （4月26日、ラハイナ東海）オムニバス作品
- 美人姉妹の姉とエッチをしていたら近くで寝ていたはずの妹から湿った吐息が聞こえてきたので姉のあとに… （5月2日、DOC）オムニバス作品
- ロリ性感放課後ブルマッサージ （5月7日、V&Rプロダクツ）オムニバス作品
- 1人暮らしの寂しい僕がいつも使うコインランドリーで若妻にすり寄られたら即勃起してしまったけど痴漢呼ばわりされるどころか気持ちいい事してくれた。 （5月7日、SWITCH）オムニバス作品
- いたずらっ娘クラブ エロゲリラ48人隊 （5月7日、ATOM）
- おもらし中●生日記 （5月13日、東京マニGUN'S）オムニバス作品
- I♥MY DILDO vol.7 （5月18日、Oriental Dream）オムニバス作品 ※「Shinobu Aoshima」名義、無修正作品
- 超ネ申星★アイドル 06 チームLOVEエナジ→的ファン感謝祭 （5月19日、アイエナジー）※「安倍ひかり」名義
- 五十路と女子高生のレズ 2 （5月19日、エマニエル）オムニバス作品
- 俺の家で暮らす 家出小●生痴態録 （5月25日、JUMP）オムニバス作品
- 10人の美味しい生フェラ （5月27日、エッチアールシー）オムニバス作品
- 妹が僕のAVを勝手に見てオナニー!? 親には言えないお兄ちゃんの性教育 （6月15日、スターパラダイス）オムニバス作品
- BTC BETWEEN THE CHEEKZ VOL.13 （6月15日、Oriental Dream）オムニバス作品 ※「Shinobu Aoshima」名義、無修正作品
- 超ネ申星★アイドル 07 チームLOVEエナジ→のお仕事Beginner （6月18日、アイエナジー）オムニバス作品 ※「安倍ひかり」名義
- 穴奴隷 2 （6月18日、LADY×LADY）
- 淫乱アナルファック!! （6月19日、乱丸）オムニバス作品
- 一級肛虐メイド育成講座 〜正しいアナルメイドの作り方〜 （6月24日、三和出版）
- 極限2穴痴漢 ○学生同時中出しSP （7月7日、ナチュラルハイ）オムニバス作品
- 世間を知らないお嬢様は汗臭い男に惚れっぽい。 （7月7日、アイエナジー）オムニバス作品
- プリプリ若い身体の女子校生を触りたくてマッサージしてやると言ってモミまくったらブルマを濡らして欲しがった （7月7日、SWITCH）…オムニバス作品
- 3年B組、全員レズ。 （7月7日、タカラ映像）
- 酔った勢いでカップル交姦！嫉妬に燃える泥酔SEX （7月15日、スターパラダイス）オムニバス作品
- エグエグ・モンスター （7月19日、ドグマ）
- 幼姦 21 （7月20日、プラネットプラス）
- やけっぱちのセックス 自殺願望女学生 （7月25日、ながえSTYLE）オムニバス作品
- 悪代官に手篭めにされた褌くノ一 （7月26日、ラハイナ東海）
- 老夫婦に犯された孫娘 （7月26日、ラハイナ東海）
- 獄少女 6 （7月29日、アートビデオ）
- 張り型チンポアナル自慰 3 （8月1日、ワンズファクトリー）オムニバス作品
- 女子高生オマンコおっぴろげコレクション 3 （8月5日、OFFICEK´S）オムニバス作品
- ギルガーメッシュMIDNIGHT × 超ネ申星★アイドルチームLOVEエナジ→ セクシーアイドル15人をエロバラエティ企画で感じさせまくり! （8月6日、ATOM）※「安倍ひかり」名義
- 鬼畜!芸能モデル事務所の日常 即ハメ!生撮り! ジュニアアイドル志願少女 生中出し面接他 餌食10人 （8月7日、桃太郎映像出版）オムニバス作品
- 温泉街に住むマセた○○生とウブな同級生 2 （8月10日、ホットエンターテイメント）
- 性処理 肛門当番 （8月13日、MOODYZ）
- 極限ギリギリ CLUB DANCE （8月15日、未来 フューチャー）
- ドキュメント性教育 小○生にいたずら！凌辱行為!! あい （8月15日、SWEET）
- 3D レズフィスト トライアングル （8月19日、ドグマ）
- ずっぽり!! 日米制服ディルドオナニーのスケベな腰使い （8月19日、イーエックス）オムニバス作品
- DANCE CraZY （8月19日、スタイルアート）
- 超ネ申星★アイドル 09 チームLOVEエナジ→1期生vs2期生 肉弾エロバトル勃発 （8月20日、アイエナジー）※「安倍ひかり」名義
- 極悪企画で、北条麻妃を酔わせて欲望のまま犯しまくろうと、女ADに酒を持って行かせたら北条さんがゲキヤバ発情してワヤクチャ乱交騒ぎに成ってしまいました。 （8月20日、ヒビノ）
- まんぐりアクメ （8月25日、東京マニGUN'S）オムニバス作品
- A Collectuon of Pussies Spreed Wide Open. 3 （9月7日、Oriental Dream）オムニバス作品 ※「Shinobu」名義、無修正作品
- ロリータ性感オイルエステ 7 （9月8日、アイエナジー）オムニバス作品
- 美少女キャットファイト （9月8日、ROCKET）
- 昭和色欲ポルノ 人妻の情事・危険な逢引/ 死んだ女房の代わりに連れ子の娘を慰み者にする親父 （9月10日、FAプロ）オムニバス作品
- 実録淫行 性的好奇心が芽生えた思春期の少女を狙いみだらな行為 （9月10日、ブリット）オムニバス作品
- 宅配ロリータ vol.1 （9月16日、虎堂）
- 女子高生にちんぐりされてアナルなめ手コキ Vol.3 （9月16日、OFFICE K'S）オムニバス作品
- 女子校生のずっぼずぼアナルオナニー Vol.2 （9月16日、OFFICE K'S）オムニバス作品
- 強制ガバマンコ&悶絶アヌス 極太絶頂二穴乙女 （9月19日、CROSS）
- レズビアン アンダーグラウンド （9月25日、サイドビー）
- 筋肉美人アスリート20人! マッスルブルマ大運動会 （10月6日、ROCKET）
- 聖水レズビアン （10月7日、虎堂）
- 超接写!! ズボズボ!アナルアクメ!! （10月7日、OFFICE K'S）オムニバス作品
- 女子校生パンティGET vol.5 （10月7日、学園舎）オムニバス作品
- 縛嬢 6 （11月13日、赤ほたるいか）
- 指で割れめの部分を広げると、薄い陰毛の下の併せ目から紅色の肉が顔を覗かせる… まんこ・おまんこコレクション 3 「恥ずかしいけど見てください…」 （11月13日、東京マニGUN'S）オムニバス作品 ※『A Collection of Pussies Spread Wide Open. 3』の国内版
- ジュ●ア英会話スクールにきた新入生に異文化挿入2穴ファック （11月19日、SODクリエイト）
- 超ネ申星★アイドル FINAL チームLOVEエナジ→挿（入）選挙 （11月19日、アイエナジー）※「安倍ひかり」名義
- 拘束アクメシート VOL.2 （11月19日、ROCKET）オムニバス作品
- 僕の義理の妹、姉、娘はお口を使ってザーメンを抜いてくれる （11月25日、隼エージェンシー）オムニバス作品
- パイパンドリーム 2 （11月25日、ウィークエンダー） ※「白石あい」名義
- すごすぎる尻コキ 網タイツ編 （11月25日、東京マニGUN'S）オムニバス作品
- 衝撃映像 ごっつえぇ感じ 美少女鬼畜レイプ4時間 小・中●生を襲った事件 （11月25日、JUMP）オムニバス作品
- うぶっ娘脱糞小○生 悶絶イチジク浣腸オナニー （11月25日、JUMP）オムニバス作品
- 肛虐! 三重殺! アナル地獄×拷問フィスト×ゲロイラマチオ （12月8日、サディスティックヴィレッジ）
- クリトリスでアクメ （12月13日、東京マニGUN'S）オムニバス作品
- クリトリスでアクメ （12月13日、東京マニGUN'S）オムニバス作品
- アナルファック全部丸見え!! 2 （12月16日、OFFICE K'S）オムニバス作品
- ペニバンレズビアン （12月16日、虎堂）オムニバス作品
- 女子校生おま●こ見せつけオナニー VOL.01 （12月16日、虎堂）オムニバス作品
- 五十路熟女と女子校生 ネットリベロ鼻舐めレズ （12月20日、ラハイナ東海）オムニバス作品
- 接吻されながらエロ目線で見つめられながら、シコシコ手こきをしてくれる人妻たち （12月25日、隼エージェンシー）オムニバス作品
- 究極の寝取られスワップ 母娘ダッチワイフ 2 （12月25日、サイドビー）

2012年
- いぢめ愛 教師と少女の禁断レズビアン学園 （1月1日、中嶋興業）
- 性感アナルエステサロン 2 （1月7日、OFFICE K'S）オムニバス作品
- ガチキメ!!メス同士（3月31日、MARRION）

### イメージビデオ
- 素人限界モデルクラブ （2009年12月29日、オルスタックピクチャーズ）
- ロリっ娘なう!! （2010年7月24日） ※「白石あい」名義
- おパイパン（2010年8月22日） ※「桜井まゆ」名義
- Hitomi 声がでちゃう（2010年8月31日） ※「西村瞳」名義
- 百合萌えω（2010年9月24日） ※「桜井まゆ」名義
- 革命幼女〜つるつるロリータのえっちなこと〜2010年10月24日） ※「桜井まゆ」名義
- pg （2011年1月25日、ターンテーブル） ※「白石あい」名義
- Hot Shot （2011年2月18日、心交社） ※「白石あい」名義
- つるるんベイベー （2011年3月18日、心交社） ※「白石あい」名義
- 月刊 極着 あの人気着エロアイドル♥白石あいがやって来た! （2011年4月28日、オルスタックピクチャーズ） ※「白石あい」名義
- Chemical Pictures （2011年5月31日） ※「白石あい」名義
- 満開 （2011年8月25日、日本コンテンツ流通） ※「宮沢みき」名義
- 美少女たちの着エロくすぐり大会!! （2011年11月29日、オルスタックピクチャーズ）…オムニバス作品

## テレビ番組
- おっぱい×おっぱい #1 （2012年1月、エンタ!371） ※ゲスト出演